# 인천청학초등학교
인천청학초등학교는 대한민국 인천광역시 연수구에 있는 공립 초등학교이다.

## 학교 연혁
- 1994.11.14 인천청학초등학교 설립인가
- 1995.03.01 1-6학년 28학급 편성
- 1997.09.22 급식소 준공, 개소
- 1997.12.01 5층 10개 교실 증축
- 1999.12.20 신관 10개 교실 증축
- 2000.01.15 어학실 설치
- 2001.09.27 전자도서관 개관
- 2006.12.06 교육과정 운영 우수학교 표창
- 2007.07.31 학교 생태 숲 조성 및 다목적실 설치
- 2008.09.22 방과후보육교실 설치 및 운영
- 2008.11.19 청학도서관 재구축
- 2009.05.28 어학실 재구축
- 2009.08.14 제2과학실 설치
- 2010.02.03 다목적 강당 및 급식실 설치
- 2011.03.01 제6대 고민석 교장선생님 부임
- 2011.08.17 교실 바닥재 교체사업 13개실
- 2011.10.23 각 교실 진공청소기 구입
- 2011.11.07 연못 보수 공사
- 2011.12.07 교육재정 효율화 으뜸학교 장려상 수상
- 2011.12.08 배수로 그레이팅 교체설치 및 운동장 평탄공사
- 2012.02.13 제17회 졸업식 실시(남91, 여76, 계 167명)
- 2012.03.02 34학급 편성
- 2012.03.03 미술실 구축
- 2013.04.01 연수구청 지원 학교맞춤형 영어특화사업 운영(2012.04~2014.02)
- 2013.05.20 연수구청주관 '즐거운학교만들기' 사업 운영(2012.05~2014.02)
- 2013.07.29 교실바닥재 교체 사업(10개교실)
- 2013.12.11 2013 동부푸른교육활동 우수사례 발표대회 우수 수상
- 2014.02.14 제19회 졸업식(남78,여73,계151명)
- 2014.03.03 인천광역시교육청 지정 효교육 중심학교 운영(2012.3~2015.02)
- 2014.03.10 제2 방과후 돌봄교실 구축 및 운영 실시
- 2014.09.01 제7대 전태일 교장선생님 부임
- 2015.02.06 도서관 복도 환경 개선 사업 및 제2서고 확장공사
- 2015.02.13 제20회 졸업식(남66,여58,계124명)
- 2015.03.02 29학급 편성

## 참고 자료
- 인천청학초등학교 - 한국교육학술정보원 학교알리미